# Zabel Point
Der Zabel Point (englisch; bulgarisch нос Забел nos Sabel) ist eine vereiste und felsige Landspitze der Brabant-Insel im Palmer-Archipel westlich der Antarktischen Halbinsel. Sie liegt 2,08 km südwestlich des Devene Point, 2,4 km nordöstlich des Humann Point und 6,9 km ostnordöstlich von Gand Island auf der südwestlichen Seite der Einfahrt zur Buragara Cove. Freigelegt wurde sie durch den Rückzug des Rush-Gletschers zu Beginn des 21. Jahrhunderts.
Die bulgarische Kommission für Antarktische Geographische Namen benannte sie 2015 nach der Ortschaft Sabel im Westen Bulgariens.